# Rhizoctonia callae
Rhizoctonia callae é uma espécie de fungo pertencente à família Ceratobasidiaceae.